# Рушљорибе
Рушљорибе (Chondrichthyes) су група, класа, морских риба грабљивица са хрскавичавим скелетом. Ова класа обухвата око 800 рецентних врста од којих су најпознатије ајкуле и раже. 
Унутрашњи скелет (ендоскелет) им је потпуно изграђен од хрскавице. Код одраслих јединки нотохорда је замењена кичменим пршљеновима. Коштане плочице смештене у кожи носе плакоидне крљушти које су у облику зуболиког наставка.
Глава је напред извучена шиљато у продужетак назван рострум па због тога усни отвор лежи са трбушне стране и у виду је попречног прореза. Према тој особини називају се и плагиостоми (Plagiostomi) јер на грч. plagios је попречан, а stoma су уста. 
Имају пет пари шкрга (веома ретко шест или седам) које су смештене у одвојеним шкржним кесама и имају засебне отворе ка спољашњој средини. Шкржни отвори су без поклопаца и раздвојени су широким преградама. Може се, код појединих врста наћи, још један закржљали шкржни отвор назван спиракулум (spiraculum). Од њега се код копнених, четвороножних кичмењака (тетрапода) Еустахијева туба. Ове рибе немају рибљи мехур.
У унутрашњости црева налази се спирална преграда која повећава пут хране кроз њега. У завршном делу црева образује се клоака у коју се изливају изводни канали полних жлезда и мокровод. 
Рушљорибе су раздвојених полова који се разликују међусобно према облику трбушних пераја. Трбушна пераја мужјака играју улогу спољашњег копулаторног органа.
Женски полни систем састоји се од:
- парног или непарног јајника из кога зрела јај падају у телесну дупљу па затим доспевају у јајоводе;
- јајовода који код риба које полажу јаја садржи крупне нидаменталне жлезде; ове жлезде луче секрет којим се образује кокон
- утеруси су проширења јајовода на задњој страни која се заједничким отвором изливају у клоаку.

Многе ајкуле су вивипарне, односно, рађају живе младунце па су њихова јаја са танким омотачем.
Мушки полни систем се састоји од парних семеника из који се мушке полне ћелије спроводе предњим делом бубрега, мезонефроса.